# Davino Verhulst
Davino Verhulst (Beveren, 25 november 1987) is een Belgische voormalige doelman.

## Clubcarrière

### Jeugd en KSK Beveren
Verhulst speelde bij KSK Kallo, maar trok in 1995 naar KSK Beveren. Daar werkte hij in de jeugd samen met keeperstrainer en ex-Rode Duivel Theo Custers. In 2004 leek hij op weg naar de Engelse eersteklasser Bolton Wanderers, maar bleef uiteindelijk bij Beveren. Beveren zag in hem een toekomstige nummer één, maar wilde hem nog niet verbranden door hem te snel als nummer twee in de doelmannenpikorde te bombarderen. Beveren trok in de zomer van 2004 daarom Mark Volders aan als doublure voor Barry Boubacar Copa. Op 2 december 2004 maakte Verhulst zijn Europese debuut in de UEFA Cup-wedstrijd tegen SL Benfica, waarin eerste doelman Copa na amper vier minuten al een rode kaart kreeg – Volders had zich op de laatste training geblesseerd. Verhulst kreeg bij zijn debuut meteen een penaltygoal van Simão te slikken en vervolgens ook twee veldgoals van Zlatko Zahovič.
Na het vertrek van Volders in 2005 werd Verhulst tweede doelman bij Beveren. In het seizoen 2005/06 kreeg Verhulst in de vijf eerste wedstrijden van de terugronde zijn kans in doel toen Copa met Ivoorkust deelnam aan de Afrika Cup. De toen achttienjarige doelman deed het degelijk – hij stopte tegen Club Brugge zelfs een strafschop van Javier Portillo –, maar moest na de terugkeer van Copa weer terugkeren naar de bank.
In 2006 ging Verhulst een week testen bij Udinese. Verhulst koos echter voor een verlengd verblijf bij Beveren, waar Barry Copa – van wie verwacht werd dat hij een uitgaande transfer zou maken – uiteindelijk toch bleef. In de heenronde van het seizoen 2006/07 stond hij slechts één keer in doel bij Beveren: op de vierde speeldag moest hij tegen Excelsior Moeskroen in de 67e minuut invallen om de geblesseerde Copa te vervangen. Verdere speelkansen kwamen er niet meer, en in de maanden daarop liet de club hem weten dat hij voor meer speelkansen best naar een andere club uitkeek. Het aantrekken van de Canadese doelman Roberto Giacomi in november 2006 onderstreepte alvast dat signaal.

### KRC Genk

#### 2006/07
In december 2006 ondertekende Verhulst een contract van drieëneenhalf jaar bij KRC Genk, waar hij het vertrek van Jan Moons naar Lierse SK mee moest helpen opvangen. Verhulst begon er als derde doelman na Logan Bailly en Sinan Bolat, maar nam er in augustus 2007 de tweede stek over van Sinan Bolat, die zijn contract bij Genk weigerde te verlengen en daardoor derde keeper werd. In zijn eerste halve seizoen bij Genk speelde hij slechts één wedstrijd: in de bekerwedstrijd tegen RSC Anderlecht op 14 maart 2007 begon Sinan Bolat als keeper aan de wedstrijd, maar nadat die kort na de rust rood kreeg na een noodrem op de doorgebroken Nicolás Frutos moest Verhulst zijn plaats innemen. Frutos trapte zelf de 2-0 binnen vanop de strafschopstip, nadien zorgden Ahmed Hassan en Mémé Tchité met elk twee goals voor zware 6-0-cijfers.

#### 2007/08
In zijn eerste volledige seizoen bij Genk speelde Verhulst slechts één wedstrijd, ditmaal na een rode kaart voor Bailly. Verhulst viel op de 29e competitiespeeldag in tegen KSC Lokeren, waar zijn voormalige concurrent Barry Boubacar Copa in doel stond. Verhulst viel in bij een 1-1-tussenstand, maar na tegendoelpunten van João Carlos Pinto Chaves (op strafschop) en Marcel Mbayo verloor Genk uiteindelijk nog met 2-3.

#### 2008/09
Ook het seizoen 2008/09 begon Verhulst aanvankelijk als tweede doelman, al speelde hij in de heenronde wel zes competitiewedstrijden: eerst vanwege de deelname van Bailly aan de Olympische Spelen 2008, vervolgens na diens botsing met Joseph Akpala in de wedstrijd tegen Club Brugge. Toen Bailly in januari 2009 naar Borussia Mönchengladbach verhuisde, schoof Verhulst op naar de positie van eerste doelman. Later dat seizoen won Genk met Verhulst in doel de Beker van België.

#### 2009/10
Tijdens de voorbereiding op het seizoen 2009/10 haalde Genk met László Köteles een nieuwe doelman, maar het was Verhulst die het seizoen als eerste doelman begon. Genk beleefde een zwak seizoen, en Verhulst kreeg hierbij het verwijt dat hij te weinig punten pakte voor zijn club – ondanks een uitstekende wedstrijd tegen Club Brugge (1-1) op de zesde speeldag. Na de bekerwedstrijd tegen KSV Roeselare op 23 december 2009 (1-2-verlies), waarin hij in de fout ging bij het tweede tegendoelpunt, kreeg Köteles een kans in de daaropvolgende competitiewedstrijd tegen Germinal Beerschot. Verhulst speelde dat seizoen enkel nog in de laatste Play-off 2-wedstrijd tegen Germinal Beerschot.

#### Uitleenbeurt aan Willem II
In het tussenseizoen kon Verhulst rekenen op interesse van STVV en Alemannia Aachen. STVV, dat een opvolger zocht voor Simon Mignolet, haakte echter snel af omdat Verhulst op dat moment een polsblessure had en de club graag een doelman wilde halen die meteen fit zou zijn. Omwille van diezelfde blessure miste Verhulst eind juli 2010 de Europa League-kwalificatiewedstrijden tegen FC Inter Turku, waarop de toen achttienjarige Thibaut Courtois zijn kans greep. Uiteindelijk verhuurde Genk hem in het seizoen 2010/11 aan Willem II, waar hij concurrent werd van Niki Mäenpää.
Verhulst kreeg op de zevende speeldag tegen NAC Breda voor het eerst zijn kans in de Eredivisie, maar na zeven wedstrijden (waarin Willem II slechts 2 op 21 pakte) kreeg Mäenpää weer zijn kans. Op de twintigste speeldag kreeg Verhulst tegen SBV Vitesse opnieuw zijn kans, dit was meteen goed voor de eerste seizoenszege van Willem II (1-0). Verhulst bleef vervolgens weer een dikke maand in doel staan, maar begin maart 2011 werd hij opnieuw vervangen, ditmaal door de in februari aangetrokken Vladan Kujović. Op het einde van het seizoen degradeerde Verhulst met Willem II naar de Eerste divisie.

### STVV
Na zijn terugkeer bij Genk werd Verhulst opnieuw gelinkt aan STVV. Op 31 augustus 2011, nog voor het tot een transfer kon komen, werd bekend dat het contract tussen Verhulst en KRC Genk in onderling overleg ontbonden werd. In de weken daarop werd hij in verband gebracht met Cercle Brugge en KV Mechelen, maar uiteindelijk tekende hij op 12 september 2011 dan toch bij STVV, dat na de blessures van Bram Castro en Mark Volders met een serieus keepersprobleem zat.

### KSC Lokeren
Op 13 juni 2013 transfereerde Verhulst naar Sporting Lokeren, dat een nieuwe doelman zocht om de concurrentie aan te gaan met oude bekende Barry Boubacar Copa.
In het seizoen 2014/15 was Verhulst eerste doelman bij Sporting Lokeren.

### Apollon Smyrnis
Na het faillissement van Lokeren zat Verhulst enkele maanden zonder club. In september 2020 vond hij onderdak bij de Griekse eersteklasser Apollon Smyrnis, waar hij een contract van een seizoen ondertekende. In zijn beginperiode bij Apollon moest hij wel even aan de kant blijven vanwege een positieve coronatest, maar op 21 oktober 2020 maakte hij zijn officiële debuut voor de club in de competitiewedstrijd tegen PAS Giannina. In februari 2020 werd zijn contract er opengebroken tot 2023.

### Royal Antwerp FC
Eind juni 2022 kreeg Verhulst bij Royal Antwerp FC een tweejarig contract. Hij werd aangetrokken als reservedoelman.
In mei 2024 besloot hij om te stoppen.

## Clubstatistieken[26]
| Seizoen | Club              | Land                 | Competitie         | Wedstrijden | Doelpunten |
| ------- | ----------------- | -------------------- | ------------------ | ----------- | ---------- |
| 2005/06 | SK Beveren        | Vlag van België      | Jupiler League     | 0           | 0          |
| 2006/07 | SK Beveren        | Vlag van België      | Jupiler League     | 8           | 0          |
| 2006/07 | KRC Genk          | Vlag van België      | Jupiler League     | 1           | 0          |
| 2007/08 | KRC Genk          | Vlag van België      | Jupiler League     | 1           | 0          |
| 2008/09 | KRC Genk          | Vlag van België      | Jupiler Pro League | 22          | 0          |
| 2009/10 | KRC Genk          | Vlag van België      | Jupiler Pro League | 20          | 0          |
| 2010/11 | → Willem II       | Vlag van Nederland   | Eredivisie         | 14          | 0          |
| 2011/12 | Sint-Truidense VV | Vlag van België      | Jupiler Pro League | 27          | 0          |
| 2012/13 | Sint-Truidense VV | Vlag van België      | Belgacom League    | 26          | 0          |
| 2013/14 | Sporting Lokeren  | Vlag van België      | Jupiler Pro League | 10          | 0          |
| 2014/15 | Sporting Lokeren  | Vlag van België      | Jupiler Pro League | 22          | 0          |
| 2015/16 | Sporting Lokeren  | Vlag van België      | Jupiler Pro League | 30          | 0          |
| 2016/17 | Sporting Lokeren  | Vlag van België      | Jupiler Pro League | 13          | 0          |
| 2017/18 | Sporting Lokeren  | Vlag van België      | Jupiler Pro League | 33          | 0          |
| 2018/19 | Sporting Lokeren  | Vlag van België      | Jupiler Pro League | 11          | 0          |
| 2019/20 | Sporting Lokeren  | Vlag van België      | Proximus League    | 20          | 0          |
| 2020/21 | Apollon Smyrnis   | Vlag van Griekenland | Super League 1     | 31          | 0          |
| 2021/22 | Apollon Smyrnis   | Vlag van Griekenland | Super League 1     | 12          | 0          |
| 2022/23 | Royal Antwerp FC  | Vlag van België      | Jupiler Pro League | 0           | 0          |
| Totaal  | Totaal            | Totaal               | Totaal             | 301         | 0          |

Statistieken betreffen enkel competitiematchen. 

## Interlandcarrière
Verhulst nam in 2006 deel aan het EK onder 19 in Polen. Door de schorsing van Sinan Bolat na zijn rode kaart in de kwalificatiewedstrijd tegen Noord-Ierland begon Verhulst als eerste doelman aan het toernooi. België won er zijn eerste groepswedstrijd met 4-2 van Tsjechië na goals van Roland Lamah (2), Kevin Mirallas en een own-goal van Michal Švec. Tegen Polen en Oostenrijk werd evenwel met telkens 4-1 verloren, waardoor België reeds in de groepsfase uitgeschakeld was. Andere latere Rode Duivels die tijdens dit toernooi in actie kwamen waren Marouane Fellaini, Sébastien Pocognoli, Jonathan Legear en Marvin Ogunjimi.